# Захар-Калита
«Заха́р-Калита́» — рассказ Александра Солженицына, написанный в ноябре 1965 года под впечатлением от велосипедной поездки в первой половине августа 1963 года по маршруту Рязань — Михайлов — Ясная Поляна — Епифань — Куликово поле — река Ранова — Рязань. 
В центре сюжета — впечатления от посещения Куликова Поля: 
| Друзья мои, вы просите рассказать что-нибудь из летнего велосипедного? Ну вот, если не скучно, послушайте о Поле Куликовом. Давно мы на него целились, но как-то всё дороги не ложились. Да ведь туда раскрашенные щиты не зазывают, указателей нет, и на карте найдёшь не на каждой, хотя битва эта по Четырнадцатому веку досталась русскому телу и русскому духу дороже, чем Бородино по Девятнадцатому. Таких битв не на одних нас, а на всю Европу в полтысячи лет выпадала одна. Эта битва была не княжеств, не государственных армий — битва материков. |

## История публикации
Рассказ был предложен (вместе с тремя другими рассказами) журналам «Огонёк», «Октябрь», «Литературная Россия», «Москва», но безуспешно. Газета «Известия» приняла рассказ «Захар-Калита» к печати, но затем готовый набор был рассыпан; рассказ был передан в газету «Правда» — последовал отказ Н. А. Абалкина, заведующего отделом литературы и искусства. Опубликован в журнале «Новый мир» (1966, № 1) — последняя публикация Солженицына на родине (перед изгнанием).